# Tuburan (Basilan)
Pour les articles homonymes, voir Tuburan.
Tuburan est une municipalité de la province de Basilan, aux Philippines et de l'île du même nom. Elle occupait à l'origine toute la partie extrême orientale de l'île avant d'être réduite par la création des municipalités de Akbar en 2005 et Hadji Mohammad Ajul en 2006 passant ainsi de 30 à 10 barangays. Sa population qui était de 42 550 habitants en 2000 a été ramenée à 18 988 au recensement de 2010.

## Source
- (en) Cet article est partiellement ou en totalité issu de l’article de Wikipédia en anglais intitulé « Tuburan, Basilan » (voir la liste des auteurs).